# Râul Poarta, Turcu
Râul Poarta este un afluent al râului Turcu. Se formează confluența brațelor Urlătoarea Mare and Urlătoarea Mică

## Hărți
- Harta județului Brașov